# Porter (kráter na Měsíci)

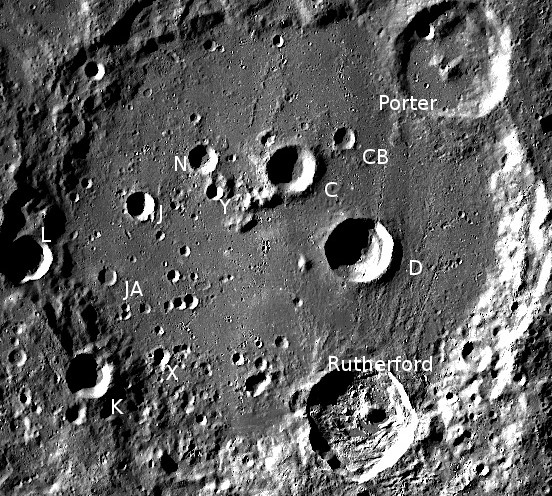
Poloha kráteru Porter.

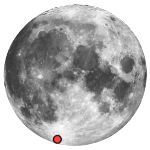
Poloha kráteru Porter na přivrácené straně Měsíce.

Porter je impaktní kráter nacházející se na severovýchodním okraji valové roviny Clavius v jižním sektoru přivrácené strany Měsíce. Má průměr 52 km. Na jeho dně se nachází dvojice centrálních vrcholků.
Jiho-jihozápadně od Portera leží na jihovýchodní části okrajového valu Clavia oválný kráter Rutherfurd, severo-severovýchodně pak rozlehlý Maginus (průměr 163  km).

## Název
Pojmenován je podle amerického konstruktéra dalekohledů a astronoma Russella W. Portera. Než jej v roce 1970 Mezinárodní astronomická unie pojmenovala současným názvem, nesl označení Clavius B.

## Satelitní krátery
V okolí kráteru se nachází několik dalších kráterů. Ty byly označeny podle zavedených zvyklostí jménem hlavního kráteru a velkým písmenem abecedy.
| Porter | Sel. šířka | Sel. délka | Průměr |
| ------ | ---------- | ---------- | ------ |
| B      | 54.4° J    | 8.6° Z     | 12 km  |
| C      | 54.8° J    | 10.3° Z    | 12 km  |